# Varmaghān
Varmaghān (persiska: ورمغان, Vazmakān) är en ort i Iran.   Den ligger i provinsen Kermanshah, i den nordvästra delen av landet, 300 km väster om huvudstaden Teheran. Varmaghān ligger 2 088 meter över havet och antalet invånare är 216.
Terrängen runt Varmaghān är kuperad. Runt Varmaghān är det ganska tätbefolkat, med 72 invånare per kvadratkilometer. Närmaste större samhälle är Qorveh, 17,5 km nordost om Varmaghān. Trakten runt Varmaghān består i huvudsak av gräsmarker.